# H. P. Kraus
Hans Peter Kraus (1907-1988) fue un bibliófilo y comerciante estadounidense superviviente del holocausto nazi especializado en libros y obras raras.
Fue el segundo propietario del Manuscrito Voynich tras comprarlo a los herederos de Voynich (julio de 1961) por 24.500 dólares: inmediatamente lo revaloró en nada menos que 100.000 dólares de la época.
Después de intentar sacarlo a la venta, sin éxito, por la suma de 160.000 dólares —precio excesivo para un documento de sus características— en 1969 lo donó a la Librería Beinecke de libros raros y manuscritos, en donde continúa en la actualidad (está catalogado como Manuscrito n.º 408, MS408).

## Obra
- Sir Francis Drake: biografía pictórica por Hans P. Kraus Presentación en línea para las Colecciones de la Library of Congress